# Joan Gaspart i Solves
Joan Gaspart i Solves   (Barcelona, 11 d'octubre de 1944) és un empresari i directiu esportiu català.

## Biografia
És fill de l'hoteler Joan Gaspart i Bonet (1916-2002) i net del també hoteler i fundador de la cadena Husa Hotels Josep Gaspart i Bulbena (1885-1961). És vicepresident de Foment del Treball Nacional, resident del consorci Turisme de Barcelona, president de la Cambra de Comerç de Barcelona i cònsol general honorari de les Illes Seychelles.
Va ser president del FC Barcelona entre els anys 2000 i 2003, i anteriorment n'havia estat vicepresident durant els mandats de Josep Lluís Núñez. Del 2004 al 2011 fou president de la Unió Esportiva Sant Andreu.